# جوردن كارون
جوردن كارون هو لاعب هوكي الجليد كندي، ولد في 2 نوفمبر 1990 في Sayabec ‏ في كندا.

## وصلات خارجية
- جوردن كارون على موقع دوري الهوكي الوطني (الإنجليزية)
- جوردن كارون على موقع EliteProspects.com (الإنجليزية)
- جوردن كارون على موقع HockeyDB.com (الإنجليزية)
- جوردن كارون على موقع Hockey-Reference.com (الإنجليزية)